# Vítkovické železárny

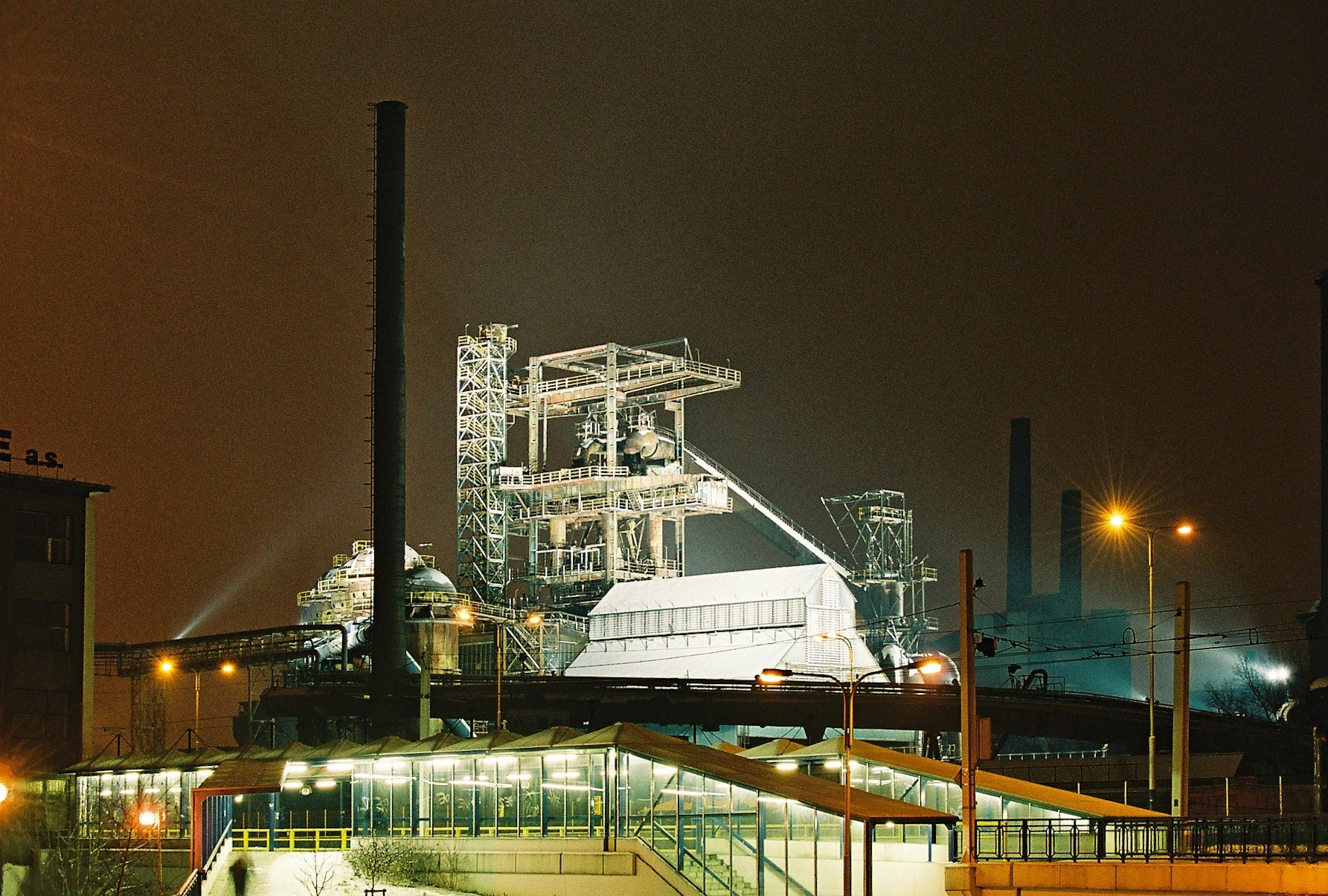
Národní kulturní památka Dolní oblast Vítkovice

Vítkovické železárny (VŽ) jsou podnik těžkého strojírenství, který je unikátní svou polohou přímo v městské zástavbě v Ostravě-Vítkovicích. V minulosti se jednalo o kombinát s úplnou hutní výrobou (tj. od výroby surového železa a s tím souvisejících produktů, přes výrobu oceli až po její zpracování a produkci výrobků z oceli), v současnosti zde však již chybí hutní prvovýroba, tj. vysoké pece s navazujícími provozy.

## Historie

### Vznik železáren
Na počátku 19. století se na území dnešního Moravskoslezského kraje nacházelo velké množství železářských hutí, které využívaly místní železnou rudu, dostatek vody a dřevěné uhlí ze zdejších lesů. Mezi nejvýznamnější patřily hutě na hukvaldském panství, které patřilo Olomouckému arcibiskupství: jednalo se o hutě ve Frýdlantu, Ostravici a Čeladné. Na okolních panstvích pak byly např. hutě Baška, Ustroň, Ludvíkov, Janovice u Rýmařova či Sobotín.

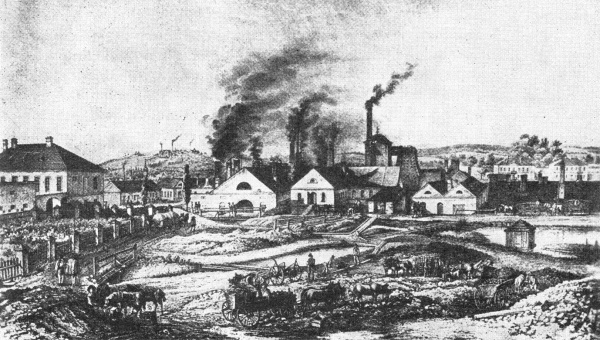
Vítkovické železárny v polovině 19. století

Na základě návrhu Františka Xavera Riepela olomoucký arcibiskup arcivévoda Rudolf Jan v roce 1828 definitivně rozhodl o výstavbě vysokých pecí ve Vítkovicích, které měly dodávat surové železo pro nově vybudovanou moderní pudlovnu ve Frýdlantě. Výhodou Vítkovic byla nejen poloha nepříliš daleko od Frýdlantu, ale také bezprostřední blízkost uhelných dolů a vodní síly řeky Ostravice.
Nakonec se ovšem situace poněkud obrátila a pudlovna byla 16. září 1830 otevřena ve Vítkovicích a dostala název Rudolfova huť. Se stavbou vysoké pece se ještě ani nezačalo, takže surové železo muselo být dováženo z Frýdlantu. Postupně však probíhala výstavba navazujících provozů, takže v roce 1831 už byla v provozu i válcovna, soustružna a zámečnická dílna.

### Vítkovické horní a hutní těžířstvo

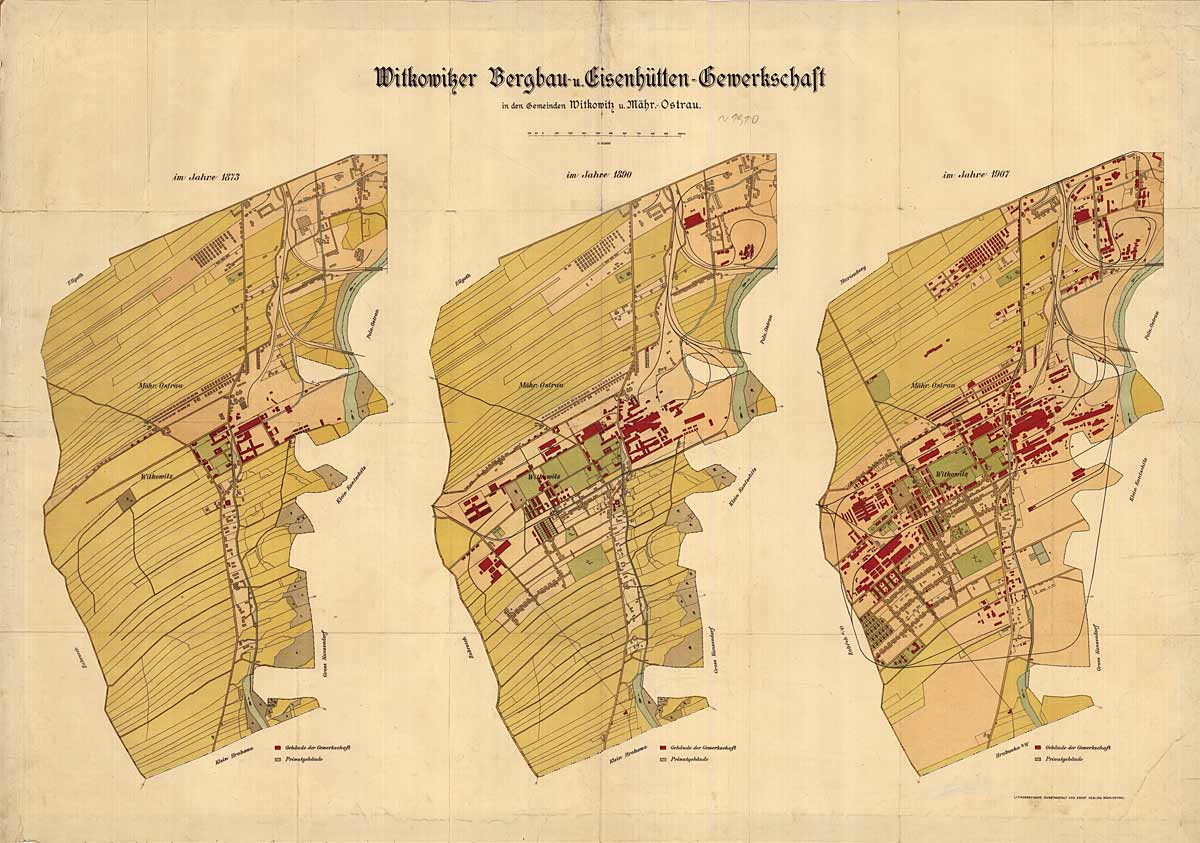
Růst Vítkovického horního a hutního těžířstva v letech 1873–1907.

V roce 1835 se majitelem Vítkovických železáren stalo Vítkovické těžířstvo, které ovládal bankéř Salomon Mayer Rothschild, jenž se v roce 1843 stal jejich jediným majitelem.
Pod Rothschildovým vlivem dochází ke skutečnému rozmachu železáren, konečně byla dostavěna také první vysoká pec a zapálena v roce 1836. Jako první v tehdejším habsburském mocnářství vyráběla železo pomocí koksu. V roce 1843 pak měly železárny v provozu již dvě vysoké pece a úroveň produkce se vyrovnala frýdlantským železárnám.
Jednou z nejvýznamnějších zakázek té doby byla dodávka kolejnic pro stavbu Rothschildovy Severní dráhy císaře Ferdinanda. V prvních letech však musely být tyto dodávky kryty z jiných železáren, neboť dostatečné kvality kolejnic bylo dosaženo až v roce 1839. Pro uspokojení rostoucí poptávky po kolejnicích byla od roku 1847 v provozu válcovna Anselmova huť. Významné však byly i další dodávky pro železnici, např. drobné kolejivo, výhybky, dvojkolí, mosty či vagóny.
Již třetí vysoká pec byla zprovozněna v roce 1856. Zcela nová vysoká pec tzv. skotská, byla postavena v roce 1872. V té době to byla největší vysoká pec v Rakousku-Uhersku.
Růst produkce železáren znamenal i zvýšenou potřebu uhlí. Postupně se tak v blízkosti železáren otevíraly nové doly, Karolina, Šalamoun a Hlubina.
V období 1843 až 1873, kdy byly železárny majetkem Rothschildů, se počet pracovníků zvýšil desetinásobně z původního počtu 370 zaměstnanců. Pro své dělníky stavěly železárny domky a noclehárny, zřízen byl také nejdříve primitivní špitál, který byl v roce 1853 nahrazen závodní nemocnicí.

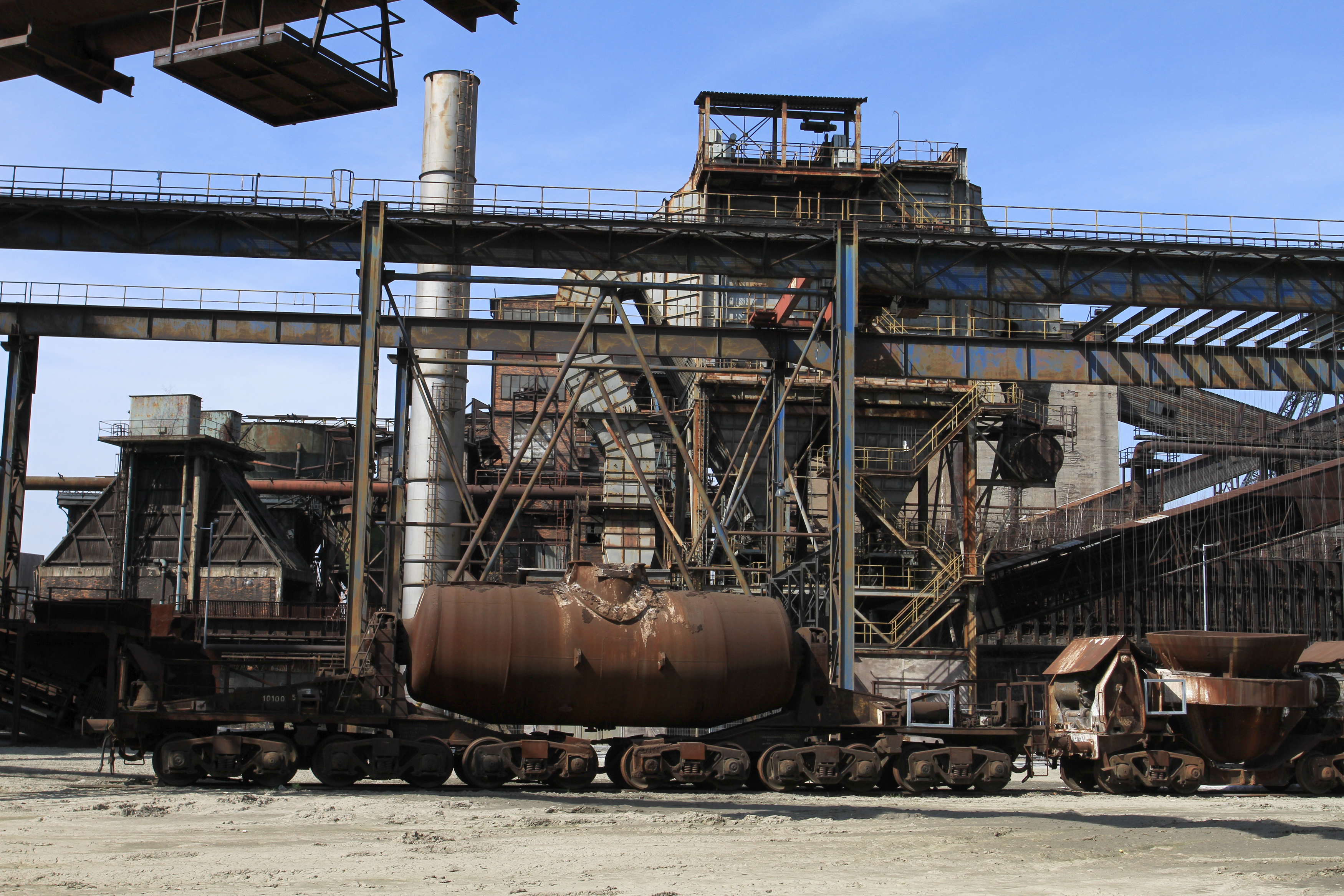
Vlevo tzv. veronika (k mísení surového železa) a vpravo tzv. koliba (k přepravě tekuté strusky)

V roce 1873 došlo k majetkovému vstupu bratří Gutmannů do Vítkovic. Podíl byly rozděleny tak, že 51 % vlastnili Rothschildové a 49 % Gutmannové. Ředitel Paul Kupelwieser tak mohl zajistit kvalitní surovinovou základnu a vybudovat nové provozy. V roce 1878 začala stavba měďárny –Kupferhütte, která byla netypickým provozem Vítkovických železáren. Výroba mědi byl lukrativní; procesy se inovovaly až do konečné technologie: 1) úprava výpalků a příprava směsi, 2) pražení, 3) loužení, 4) srážení a sušení cementační mědi. Provoz měďárny skončil k 1. srpnu 1962, ale její hlavní budova byla využita jako dílny pro opravu pojízdných mísičů surového železa, kterým se říkalo „veroniky“, odborně torpédový vůz. Nyní je budova využívána Národním zemědělským muzeem (Muzeum potravin a zemědělských strojů)

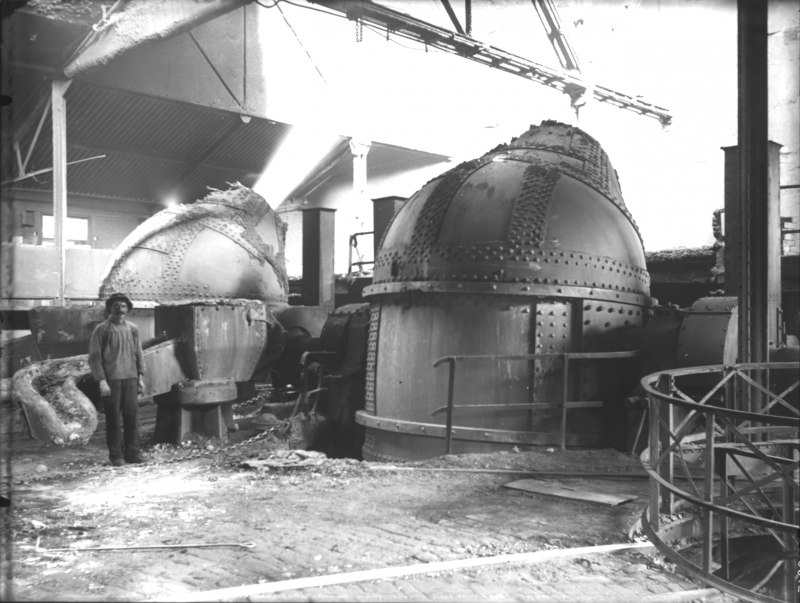
Dělník ve Vítkovických železárnách okolo roku 1900, Bessemerovy konvertory

Byl rozšířen zbrojní program a železárny se staly výhradním dodavatelem pancéřových desek pro rakousko-uherské válečné lodě. Byla také otevřena první válcovna trub v habsburské monarchii a modernizovaly se také stávající provozy (tzv. Talbotovy pece). Po vzniku samostatného Československa pokrýval výrobní program Vítkovic široký sortiment železárenských a strojírenských výrobků. Mimo jiné vyráběly železárny např. součásti elektráren, obří lodní hřídele, kotle a bezešvé nádoby a dodávaly je do celého světa.

### Vítkovické závody Hermanna Göringa
V období 2. světové války bylo Vítkovické horní a hutní těžířstvo arizováno a začleněno do Říšských závodů Hermanna Göringa. Ředitelem železáren byl Karel Kuchinka. Po válce byl odsouzen na 12 let žaláře za zjevnou podporu fašizmu, kterou dokazovalo členství v SA, SS, NSKK a výkon funkcí v NSDAP a DAF, ale v roce 1955 byl vysídlen.
Firma se mj. zabývala výrobou munice a součásti raket V-2. Podnik se začal rozšiřovat přes hranici Moravy a Slezska směrem do Kunčic, do oblasti, kde později vznikla Nová huť.

### Vítkovické železárny Klementa Gottwalda
Po roce 1945 byly železárny zestátněny a později také přejmenovány. Hlavní úsilí bylo směřováno do budování nových kapacit v Kunčicích (Nová huť Klementa Gottwalda) a v Třinci (Třinecké železárny). Samotné Vítkovice se dočkaly modernizace až v 60. letech.

## Dnešní stav
Vlivem předchozího rozvoje se původní železárny proměnily ve velký průmyslový podnik, který se zabýval také strojírenstvím. Koncem 20. století se podnik dostal do velkých ekonomických potíží a vláda musela ustoupit z původního plánu privatizace do rukou vedení podniku. Došlo k oddělení oceláren od strojírenské výroby a oba celky byly privatizovány samostatně. Větší část Vítkovických železáren tak patří společnosti VÍTKOVICE, a.s. a jejím dcerám. Ocelárna a válcovna patří do samostatné společnosti s názvem Vítkovice Steel. Válcovna trub je nyní jedním ze závodů společnosti Třinecké železárny (nejdříve byla k 1. lednu 1999 z podniku Vítkovice vyčleněna do dceřiné společnosti VÍTKOVICE - Válcovna trub, a.s., která přešla k 2. říjnu 2002 do jmění společnosti ASTONIA, a.s. a následně 6. prosince 2005 se jejím majitelem stala firma TŘINECKÉ ŽELEZÁRNY, a.s., s nimiž byla tato společnost 31. srpna 2010 sloučena). Do části areálu se nastěhovala společnost Škoda Vagonka a. s., která vznikla odštěpením od Vagonky Studénka. Pořádají se zde i různé sportovní závody.

## Dopravní napojení železáren
Přestože byly zdroje železné rudy i uhlí z dnešního pohledu poměrně blízko od Vítkovic, doprava těchto surovin povozy výrobu značně prodražovala. Problémy byly také s expedicí výrobků. Vše se postupně měnilo s postupující výstavbou železnice. Za mezník lze považovat především 1. květen 1847, kdy byl zahájen provoz Severní dráhy císaře Ferdinanda v úseku z Lipníku nad Bečvou přes Ostravu do Bohumína, což značně ulehčilo expedici železáren. Přímá vlečka ze Přívoze až do železáren byla zprovozněna 1. dubna 1856 s použitím koňské trakce, od 17. července 1858 pak byli koně nahrazeny parními lokomotivami. Pro dodávku uhlí pro vítkovickou koksovnu pak bylo důležité zprovoznění Báňské dráhy v roce 1863.

## Vítkovice - kulturní památka
V roce 2002 byla železárna-koksovna a vysoké pece Vítkovických železáren spolu se souborem technického vybavení v tzv. Dolní oblasti Vítkovice a Dolem Hlubina vyhlášeny národní kulturní památkou. V části odstavené mimo provoz vznikl areál Dolní oblast Vítkovice.